# Тегаев, Александр Вячеславович
Тегаев Александр Вячеславович (укр. Олександр В'ячеславович Тєгаєв; род. 5 сентября 1975, Кривой Рог, Днепропетровская область) — украинский футболист, нападающий.

## Биография
Родился 5 сентября 1975 года в городе Кривой Рог Днепропетровской области.

## Спортивная карьера
Воспитанник молодёжной академии «Днепр-75». Первый тренер — Игорь Ветрогонов. В 1992 году 15-летний Александр начал привлекаться к первой команде днепропетровского «Днепра». 7 мая 1992 года дебютировал в Высшей лиге в поединке против киевского «Динамо». Из-за отсутствия стабильной игровой практики перешёл к павлоградскому «Шахтёру», а затем к запорожскому «Виктору».
В 1996 году завершил игровую карьеру в составе новомосковского «Металлурга».

### Спортивные достижения
- Высшая лига Украины
  - Бронзовый призёр: 1992.